# Селеста (телесеріал)
Селе́ста (ісп. Celeste) — популярна аргентинська теленовела, знята по сценарію Хосе Ніколаса і Енріке Торреса, з Андреа дель Бока в головній ролі, вперше була показана на Canal 13 у 1991 році. Це була одна з перших теленовел, в якій були розглянуті такі теми, як СНІД та гомосексуальність. Головну чоловічу роль в серіалі виконав Густаво Бермудес, якому ця роль принесла широку популярність.

## Сюжет
Селеста — бідна дівчина, яка працює в дитячому будинку в маленькому містечку і живе з важко хворою матір'ю. Перед смертю її мати приходить до батька Селести, про якого остання нічого не знає та давно вважає померлим, і просить його попіклуватись про доньку, коли та залишається одна. Батько Селести — Леандро Ферреро, голова могутньої компанії «Вісконті». Він одружений з аристократичною Тересою Вісконті, це пихата та деспотична жінка, з якою у нього є троє дітей: сини-близнюки Франко та Енсо й дочка Рита. Коли Аїда, давня подруга матері Селести і сестра Леандро, приводить Селесту в маєток Вісконті, Тереса приймає її за нову служницю і наказує негайно переодягтись та братись до роботи. Аїда не посміла заперечити Тересі і Селеста залишається в маєтку як служниця.
Ще перед приходом в маєток, Селеста знайомиться з Франко. Франко розповідає їй про святого Франциска і про фільм «Брат Сонце, сестра Місяць», і вони домовляються звати одне одного Сонце та Місяць. Вони саджають разом дерево і домовляються зустрітись наступного дня, щоб повідомити одне одному свої справжні імена, але у Селести помирає матір і вона не приходить на зустріч. Франко вважає, що Селеста його обманула і засмучений їде по справам в Італію, не сподіваючись більше побачити Селесту. Але після повернення він зустрічає її в маєтку, і їх почуття спалахують знову. Але перш ніж вони зможуть жити спокійно разом, Селеста і Франко доведеться подолати безліч випробувань, таких як смерть новонародженої дитини і думка про те, що вони нібито є зведеними братом і сестрою. Та щастя зрештою приходить в їх дім, коли стає відомо, що Франко насправді син Бруно, сімейного лікаря і коханця Тереси, а дитина Селести жива і всі його вважають сином божевільної Рити, за якою Селеста вже давно доглядала на той час.

## Актори

### В головній ролі
- Андреа дель Бока — Селеста Верарді

### В ролях
- До́ра Баре́т — Тереса Віско́нті
- Густаво Бермудес — Фра́нко Ферре́ро
- Херма́н Пала́сіос — Е́нсо Ферреро
- Арту́ро Малі́ — Бру́но Росе́тті
- Еріка Ва́льнер — Сільва́на Росетті
- Родо́льфо Мача́до — Леа́ндро Ферреро
- Робе́рто Антьє́р — Даніе́ль
- Патрі́сія Касте́ль — Селі́ка Кастельї́ні
- Густаво Рей — Рамі́ро Мене́ндес
- Вівіана Сакконе — Ріта Ферре́ро
- Грасіе́ла Паль — Качі́та
- Аде́ла Гле́йхер — Аїда Ферреро

### А також
- Андреа Бонеллі — Ла́ура Ко́рран
- Ліліана Сімоні — Ліла
- Ільда Бернард — Аманда Садовська
- Родольфо Бріндісі — Падре Беніто
- Крістіна Фернандес — Ху́лія О́лівер
- Роберто Фіоре — Рамо́́н
- Клаудіо Гальярдо — Фелі́пе Кастельї́ні
- Освальдо Гіді — Себастья́н Агі́рре
- Рехіна Ламм — Лусі́я Вера́рді
- Марина Скель — Марина Ко́рран

## Знімальна група
- Ідея — Хорхе Вайлья́нт, Енріке Торрес, Рау́ль Леку́на
- Сценарій — Енріке Торрес, Хосе Ніколас
- Декорації — Ора́сіо Есківе́ль
- Костюми — Е́ктор Віда́ль Рі́вас
- Освітлення — П'єр Дехісуа́р
- Виконавчий продюсер — Се́льсо Дура́н
- Генеральний продюсер — Рау́ль Леку́на
- Режисер — Ніколас дель Бока